# Белых, Ирина Викторовна
Ирина Викторовна Белых (род. 16 августа 1964 года, Москва) — российский политический деятель, депутат Государственной Думы 6, 7, 8 созывов. Член фракции «Единая Россия», председатель комитета Государственной Думы по просвещению.
Находится под персональными международными санкциями 27 стран ЕС, Великобритании, США, Канады, Швейцарии, Австралии, Японии, Украины, Новой Зеландии.

## Биография
Окончив с отличием девять классов, поступила в Педагогическое училище № 2 Дзержинского района. После окончания училища, поступила в Московский государственный заочный педагогический институт, который окончила в 1989 году. В 2004 году прошла переподготовку в Московском педагогическом государственном университете на факультете повышения квалификации и профессиональной подготовки. В 2006 прошла переподготовку по программе «Государственное и муниципальное управление» в Московской академии предпринимательства при правительстве Москвы. В 2006 году получила учёную степень кандидата экономических наук, защитив диссертацию в Московской финансово-промышленной академии.
С 1985 года работала в школе № 235 в должности учителя начальных классов, с 1988 года — учитель математики. С 1990 года по 1992 год работала в Международном доме народных традиций Фонда народной дипломатии в должности начальника международного отдела. В 1996 году была назначена заместителем директора школы № 235.
14 марта 2004 года была избрана депутатом Мещанского муниципального собрания (Совет депутатов), в октябре 2004 года избрана председателем Совета депутатов — главой внутригородского муниципального округа Мещанский. Повторно избралась депутатом в 2008 году, была избрана председателем Совета депутатов — главой внутригородского муниципального округа Мещанский. В 2012 году избралась депутатом Мещанского муниципального Собрания в третий раз.
С 2005 года по 2012 год входила в Президиум Совета муниципальных образований города Москвы. С 2010 по 2012 год была Председателем Совета муниципальных образований города Москвы. С 2012 года по 2013 год была секретарем московского отделения «Единой России» вместо Сергея Собянина.
В октябре 2013 года досрочно сложила полномочия депутата Мещанского муниципального собрания, получив 23 октября мандат депутата Государственной Думы VI созыва Владимира Долгих.
18 сентября 2016 года была избрана депутатом Государственной Думы VII созыва по одномандатному избирательному округу № 207.
19 сентября 2021 года была избрана депутатом Государственной Думы VIIl созыва по одномандатному избирательному округу № 207. Во время предвыборной кампании активно поддерживалась властями Москвы. Входила в «команду мэра Москвы» Сергея Собянина, возглавляющего на выборах московский список «Единой России».
С октября 2021 г. занимала должность заместителя председателя комитета Госдумы по государственному строительству и законодательству.
17 сентября 2024 г. была утверждена Госдумой на пост председателя комитета по просвещению.

## Законотворческая деятельность
С 2011 по 2022 год, в течение исполнения полномочий депутата Государственной Думы Vl, Vll, Vlll созывов, выступила соавтором 95 законодательных инициатив и поправок к проектам федеральных законов.
7 февраля 2020 года внесла в Государственную Думу законопроект № 896438-7 «О проведении эксперимента по установлению специального регулирования в целях создания необходимых условий для разработки и внедрения технологий искусственного интеллекта в субъекте Российской Федерации — городе федерального значения Москве и внесении изменений в статьи 6 и 10 Федерального закона „О персональных данных“».
Депутат стала автором законопроекта о приравнивании встреч депутатов с избирателями к проведению публичных мероприятий.
В Госдуме VII созыва вносила и поддерживала законопроекты, отвечающие интересам правительства Москвы: закон о реновации, о международном медицинском кластере (№558199-6), о комплексном развитии промышленных зон (№778655-6). По информации СМИ, Белых была пролоббирована в Госдуму правительством Москвы, в частности, вице-мэром Анастасией Раковой. По версии Transparency International от 2019 года входит в десятку лоббистов в Государственной Думе
.
27 сентября 2018 года проголосовала за принятие законопроекта о пенсионной реформе (№ 489161-7).

## Международные санкции
Из-за поддержки российской агрессии и нарушения территориальной целостности Украины во время российско-украинской войны находится под персональными международными санкциями разных стран.
23 февраля 2022 года внесена в санкционные списки стран Евросоюза за действия и политику, которые подрывают территориальную целостность, суверенитет и независимость Украины и еще больше дестабилизируют Украину.
24 февраля 2022 года попала в санкционный список Канады «близких соратников режима» за голосование о признании независимости «так называемых республик в Донецке и Луганске».
24 марта 2022 года, на фоне вторжения России на Украину, включена в санкционный список США за «соучастие в войне Путина» и «поддержку усилий Кремля по вторжению в Украину», Госдеп США заявил что депутаты Госдумы используют свои полномочия для преследования инакомыслящих и политических оппонентов, нарушают свободу информации, ограничивают права человека и основные свободы граждан России.
По аналогичным основаниям, с 11 марта 2022 года находится под санкциями Великобритании. С 25 февраля 2022 года находится под санкциями Швейцарии. С 26 февраля 2022 года находится под санкциями Австралии. С 12 апреля 2022 года находится под санкциями Японии.Указом президента Украины Владимира Зеленского от 7 сентября 2022 находится под санкциями Украины. С 3 мая 2022 года находится под санкциями Новой Зеландии.

## Награды
- Почётная грамота Министерства образования Российской Федерации;
- Медаль «В память 850-летия Москвы»;
- Ведомственная награда Минобразования России «Почётный работник общего образования Российской Федерации»;
- Почётная грамота Московской городской Думы за заслуги перед городским сообществом;
- Благодарность Председателя Государственной Думы Федерального Собрания Российской Федерации;
- Награждена медалью ордена «За заслуги перед Отечеством II степени» (Указ Президента России, от 29 июня 2018 года, № 377)[29]
- Юбилейная медаль «МПА СНГ. 30 лет» (16 ноября 2023 года, Межпарламентская ассамблея СНГ) — за заслуги в деле развития и укрепления парламентаризма, за вклад в развитие и совершенствование правовых основ функционирования Содружества Независимых Государств, укрепление международных связей и межпарламентского сотрудничества[30]

## Скандалы
22 мая 2016 года в день голосования на праймериз Единой России в сети появилось видео, на котором якобы подделывают голоса в пользу депутата. В эфире телеканалу Life Ирина Викторовна заявила, что не видит ничего страшного в этом, а также сообщила о поступающих в её адрес угрозах.